# Polyrhachis patiens
Polyrhachis patiens é uma espécie de formiga do gênero Polyrhachis, pertencente à subfamília Formicinae.